# 岐阜県立飛騨高山高等学校
岐阜県立飛騨高山高等学校（ぎふけんりつ ひだたかやまこうとうがっこう、英: Gifu Prefectural Hida Takayama High School）は、岐阜県高山市下岡本町（岡本キャンパス）および高山市山田町（山田キャンパス）にある公立の高等学校。通称は「山高」または「山校」。

## 概要
- 旧岐阜県立高山高等学校と旧岐阜県立斐太農林高等学校が2005年（平成17年）に統合して設立された。施設は従来のものを使用しており新設等はされていない。また、岐阜県立斐太高等学校の通信制普通科も同時に編入されている。旧高山高校側を岡本キャンパス（岡本校舎）と呼び、旧農林高校側を山田キャンパス（山田校舎）と呼ぶ（岡本キャンパスが本部校となる）。
- 校舎が山の上にあり、遠くには乗鞍岳が見え眺めは雄大。
- 生徒数は、県下では最大規模である。

## 校訓
快活・友愛・創造
2005年（平成17年）に高山高校、斐太農林高校が統合された際に、両校の校訓から現在の「快活・友愛・創造」となった。

## 設置学科

### 岡本キャンパス

#### 全日制
- 普通科（2年次から下記の2コースに分かれる）
  - 看護・国公立大コース
  - 人文科学探求コース
- ビジネス科
- ビジネス情報科（下記の2コースに分かれる）
  - システムコース
  - ユーザーコース
- 生活デザイン科（2年次から下記の2コースに分かれる）
  - フードデザインコース
  - ライフデザインコース

#### 定時制
- 普通科

#### 通信制
- 普通科

### 山田キャンパス

#### 全日制
- 食の農学科群（1年次は共通科目を学び、2年次から下記の2学科に分かれる）
  - 動物科学科
  - 食品科学科
- 緑の農学科群（1年次は共通科目を学び、2年次から下記の2学科に分かれる）
  - 園芸科学科
  - 環境科学科

## 沿革
2005年（平成17年）統合以前の沿革については、岐阜県立斐太農林高等学校と岐阜県立高山高等学校を参照

### 年表
- 2005年（平成17年）4月1日 - 岐阜県立高山高等学校（全日制・定時制）、岐阜県立斐太農林高等学校（全日制）を統合し、併せて岐阜県立斐太高等学校（通信制）を移管して、岐阜県立飛騨高山高等学校（全日制・定時制・通信制）となる。経営科、情報ビジネス科を募集停止し、ビジネス科を設置。家政科を生活文化科に、システム園芸科を園芸科学科に学科改編。
- 2007年（平成19年）4月1日 - 健康福祉科を募集停止。

## 部活動

### 全日制
- 運動部 - 陸上競技、卓球、ソフトテニス、バドミントン、ハンドボール、バスケットボール（男・女）、サッカー、バレーボール（男・女）、剣道、柔道、弓道、スキー、野球
- 文化部 - 吹奏楽、演劇、美術、ワープロ、コンピュータ、華道、茶道、琴・三弦、手芸、文芸、書道、商業研究、太鼓、動物研究、園芸ボランティア、フラワーアレンジメント、環境リサーチ

### 定時制
- 運動部 - バドミントン
- 同好会 - 音楽、農業、文芸

### 通信制
- 運動部 - バドミントン、卓球
- 文化部 - 放送、文芸

## 所在地

### 岡本キャンパス（本部）
〒506-0052　岐阜県高山市下岡本町2000番地30

### 山田キャンパス
〒506-0058　岐阜県高山市山田町711番地

## アクセス

### 岡本キャンパス
- JR高山本線高山駅 徒歩約20分

### 山田キャンパス
- JR高山本線高山駅 徒歩約30分
- 濃飛バス（のらマイカー高山・西線）「飛騨高山高校山田校舎口」停留所 徒歩約5分

## 著名な出身者
- 白川英樹 - 筑波大学名誉教授（ノーベル化学賞受賞者） ※旧高山高等学校
- 江夏美好 - 小説家。※旧制高山高等女学校中退。
- 木谷有里 - モデル
- 網谷涼子 - ハンドボール選手
- 門谷舞 - ハンドボール選手
- 中島沙里奈 - ハンドボール選手
- 山下真里奈 - ハンドボール選手